# M (chanson)
Pour les articles homonymes, voir M.
M (transcrit avec un logo spécifique) est le titre de cinq singles de Ayumi Hamasaki, sortis sous divers formats, avec des contenus différents liés à une même chanson originale homonyme : le maxi-CD original japonais en 2000, une vidéo VHS et DVD en 2001, un maxi 45 tours vinyle en 2001, et une édition maxi-CD européenne attribuée à Ayu en 2003, également disponible en vinyle en Espagne en 2004.

## Édition originale
Singles de Ayumi Hamasaki
Audience
(2000) Evolution
(2001)
Singles par Ayumi Hamasaki
The Other Side One
(2000) The Other Side Two
(2001)
M (transcrit avec un logo spécifique) est le 19e single de Ayumi Hamasaki sorti sous le label Avex Trax, ou son 20e single au total en comptant Nothing from Nothing.
Le single sort le 13 décembre 2000 au Japon sous le label Avex Trax, produit par Max Matsuura. Il ne sort qu'un mois et demi après le précédent single de la chanteuse : Audience. Il atteint la 1re place du classement de l'Oricon. Il se vend à 541 350 exemplaires la première semaine, et reste classé pendant 18 semaines, pour un total de 1 319 070 exemplaires vendus durant cette période. C'est sa 3e meilleure vente d'un single. C'est son deuxième single à sortir également au format "single-vidéo" deux mois plus tard ; la version CD de M sort d'ailleurs le même jour que la version vidéo de Surreal. Une autre version du single au format maxi 45 tours vinyle sortira sept mois plus tard, le 14 juillet 2001.
Bien que officiellement présenté comme un single, le disque contient en fait dix titres, pour un total de près d'une heure d'écoute : la chanson-titre, six versions remixées en plus de sa version instrumentale, et deux remixes des titres Seasons et Far Away.
La chanson-titre M (initiale de Maria) est la première chanson dont Ayumi Hamasaki a aussi écrit la musique, sous le pseudonyme Crea. Elle est désignée "chanson de l'année" lors de la cérémonie des Japan Gold Disc Award. Elle a été utilisée ainsi qu'un de ses remix comme thème musical pour une campagne publicitaire pour les téléphones portables TU-KA. Elle figurera sur l'album I Am... qui sort un an plus tard, ainsi que sur les compilations A Best de 2001, A Ballads de 2003, et A Complete: All Singles de 2008. Elle sera également remixée sur cinq albums de remix de 2001 et 2002 : Super Eurobeat presents ayu-ro mix 2, Cyber Trance presents ayu trance, Ayu-mi-x 4 + selection Non-Stop Mega Mix Version, Ayu-mi-x 4 + selection Acoustic Orchestra Version, et Cyber Trance presents ayu trance 2. La chanson sera aussi reprise en 2004 par le groupe Dream sur son album Dream Meets Best Hits Avex.
Les paroles sont écrites par Ayumi Hamasaki, la musique est composée par CREA sauf n°3 (D・A・I) et 5 (Kazuhito Kikuchi / D・A・I).
| 1.  | M "Original Mix"                                | Mix : Koji Morimoto       | 4:30 |
| 2.  | M "Dub's Hard Pop Remix"                        | Izumi "D.M.X" Miyazaki    | 7:29 |
| 3.  | Seasons "Yuta's Weather Report Mix" (SEASONS…)  | Yuta Nakano               | 5:52 |
| 4.  | M "Nicely Nice Winter Parade Remix"             | Seiki Sato                | 4:38 |
| 5.  | Far Away "Laugh & Peace Mix"                    | & Peace                   | 3:44 |
| 6.  | M "Rewired Mix" (M "REWIRED MIX")               | Rewired                   | 5:59 |
| 7.  | M "Smokers Mix" (M "SMOKERS MIX")               | Ikebuchi, Momo, Takada-MP | 4:43 |
| 8.  | M "Rank-M Mix" (M "RANK-M Mix")                 | Beatwave                  | 7:48 |
| 9.  | M "Neurotic Eye's Mix" (M "NEUROTIC EYE'S Mix") | Ko-I                      | 4:59 |
| 10. | M "Original Mix -Instrumental-"                 | Mix : Koji Morimoto       | 4:27 |

## Édition vidéo
Vidéos par Ayumi Hamasaki
Surreal
(2000) Evolution
(2001)
M est le deuxième "single vidéo" de Ayumi Hamasaki. Il sort le 7 février 2001 au Japon sous le label Avex Trax, aux formats VHS et DVD, deux mois après le précédent single vidéo de la chanteuse : Surreal (il n'y a pas eu de clip vidéo pour la chanson du single Audience sorti entre les deux). Il contient le clip vidéo, le clip publicitaire et le "making of" de la chanson-titre du 19e single CD homonyme de Hamasaki sorti deux mois auparavant, le 13 décembre 2000.
| 1. | t M       |  |
| 2. | M (TV-CM) |  |
| 3. | Making of |  |

## Édition vinyle
Singles par Ayumi Hamasaki
Audience Evolution
M est un maxi 45 tours au format disque vinyle de Ayumi Hamasaki.
Il sort en édition limitée le 14 juillet 2001 au Japon sous le label indépendant Rhythm Republic affilié à Avex Trax. Il sort le même jour que la version vinyle du single Evolution. 
Il contient la chanson-titre précédée de deux de ses versions remixées, toutes trois déjà parues sur le 19e single CD homonyme de la chanteuse sorti sept mois auparavant, le 13 décembre 2000.
| 1. | M "Dub's Hard Pop Remix" | Izumi "D.M.X" Miyazaki | 7:29 |

| 1. | M "Nicely Nice Winter Parade Remix" | Seiki Sato          | 4:38 |
| 2. | M "Original Mix"                    | Mix : Koji Morimoto | 4:30 |

## Édition européenne
Singles de Ayumi Hamasaki en Europe
Connected
(2002) Naturally
(2004)
M, attribué à Ayu, est le 2e single européen de Ayumi Hamasaki.
La version remixée de la chanson M figurant sur l'album Cyber Trance presents ayu trance de 2001 sort en single en Europe le 27 octobre 2003 sur le label allemand Drizzly Records, avec cinq autres versions de la même chanson, remixées par divers artistes dont le groupe Above and Beyond. Trois éditions au format disque vinyle de deux ou trois titres sortiront aussi en Allemagne dans l'année.
| 1. | M "Above & Beyond Edit"                        | 4:20 |
| 2. | M "Van Eyden vs. M.O.R.P.H. Remix Edit"        | 4:19 |
| 3. | M "Tectonic Shift vs. André Visior Remix Edit" | 3:36 |
| 4. | M "Above & Beyond Vocal Dub Mix"               | 6:11 |
| 5. | M "Above & Beyond Vocal Mix"                   | 8:31 |
| 6. | M "Rewired Mix"                                | 8:01 |

Vinyle espagnol
Une version maxi 45 tours au format disque vinyle, contenant seulement quatre des titres parus sur le CD allemand, sort en Espagne six mois plus tard, le 5 mai 2004.
| 1. | M "Above & Beyond Vocal Dub Mix" | 6:11 |
| 2. | M "Above & Beyond Vocal Mix"     | 8:31 |

| 1. | M "Van Eyden vs. M.O.R.P.H. Remix Edit"        | 4:19 |
| 2. | M "Tectonic Shift vs. André Visior Remix Edit" | 3:36 |